# Liudhard medalet
La Liudhard medalet è una moneta o piccola medaglia d'oro anglosassone trovata qualche tempo prima del 1844 vicino alla St Martin's Church a Canterbury, in Inghilterra. Faceva parte del Canterbury-St Martin's hoard, composto di sei pezzi. La moneta, assieme agli altri pezzi si trova ora al World Museum Liverpool.
Anche se c'è un dibattito scientifico se tutti o meno gli elementi del tesoro provengano dalla stessa tomba, la maggior parte degli storici che hanno studiato l'oggetto pensano che siano stati sepolti insieme e che si tratti di una collana sepolta in una tomba femminile del VI secolo.
La moneta è sistemata su una montatura così da poter essere indossata come un gioiello e ha sul dritto una legenda, che circonda una figura con una tunica. L'iscrizione si riferisca a Liudhard, un vescovo che accompagnò Berta in Inghilterra per sposate Etelberto, re del Kent. Il rovescio della moneta presenta una croce con due barra orizzontali, cioè una croce patriarcale e un'ulteriore legenda.
La moneta è stata probabilmente coniata a Canterbury verso la fine del VI secolo, probabilmente tra il 578 e il 589. Anche se potrebbe essere stata usata come moneta, è probabile che sia un medaglione che proclamava la conversione di chi l'indossava al cristianesimo. La moneta è l'esempio più antico della monetazione anglo-sassone. Il tipo presente al dritto ha delle affinità con le monete merovingia e visigote, ma il rovescio, il lato con la croce patriarcale ha pochi precedenti noti tra le monete ed è la prima rappresentazione nord-europea di una croce patriarcale in assoluto.

## Scoperta e proprietà
L'oggetto fu per la prima volta mostrato al pubblico il 25 aprile 1844 da Charles Roach Smith, che lo presentò con altre monete assieme alla quali era stato trovato in un convegno della Numismatic Society. 
La medaglia, assieme ad altri due oggetti simili, fu acquistata da W. H. Rolfe, che in seguito acquisto altri cinque oggatti dello stesso tesoro, e tutti e otto furono pubblicati sulla rivista delle Numismatic Society, Numismatic Chronicle nel 1845. Sull'origine e sulle circostanze del ritrovamento del tesoro, Roach Smith sapeva solo che erano stati trovati "da pochi anni", e che tutti gli oggetti erano stati trovati assieme. Forse c'erano anche altri oggetti che erano stati trovati ma non erano stati conservati. Tutto gli oggetti erano stati trovati a Canterbury, nella churchyard (il terreno che circonda la chiesa) di St Martin's nella città, secondo Rolfe, anche se il primo resoconto pubblicato afferma che il tesoro fu trovato all'Abbazia di Sant'Agostino, sempre a Canterbury invece che a St Martin.
L'intera collezione, compresa la medaglia, passò dalla collezione di Rolfe a quella di Joseph Mayer, e successivamente alla collezione Rolfe-Mayer ai Musei pubblici della City of Liverpool. Ora forma parte del World Museum Liverpool.
S. C. Hawkes sostenne, basandosi sull'analisi ai raggi X e della fluorescenza delle monete, che gli otto oggetti provenivano da tombe diverse. Tuttavia lo storico Philip Grierson eccepì che la possibilità che due tombe di diversi periodi contengano entrambe monete dello stesso periodo è così bassa da rendere poco credibile che il tesoro provenisse da due tombe diverse.
La medaglia è parte dell'unico ritrovamento di gioielleria d'oro della fine del VI secolo, inizi VII proveniente da una tomba in un churchyard. Tutte le monete del tesoro facevano probabilmente parte di una collana che fu sepolta nella tomba di una donna. La medaglia in sé è la più antica medaglia anglosassone pervenutaci.

## Descrizione
La medaglia in sé è una moneta d'oro, montata con un occhiello, in modo da poter essere usata come un gioiello.
Al dritto è raffigurato un busto maschile che indossa un diadema e una tunica, con un bordo di punti. Intorno c'è la legenda "LEV·DΛR·DV~·EPS". Il testo è con scrittura retrograda.
Al rovescio c'è una croce patriarcale, posta su una base, con due pendanti che scendono dal braccio superiore della croce. A circolo e due mezzi-circoli intersecano la croce. Sopra la croce, sottosopra, ci sono le lettere "AA". La croce è affiancata da due iscrizioni, entrambe "NINΛ". Sotto la croce le lettere "VΛV". Tutta la medaglietta pesa 1,57 g.
Smith ha espresso l'opinione che la legenda al rovescio si riferisca a un vescovo di Autun del VI secolo, ma D. B. Haigh come anche C. H. V. Sutherland, Arthur Evans, e G. C. Brooke hanno tutti affermato che si dovrebbe invece riferire a Liudhard, un vescovo franco che accompagnò la principessa franca Berta nel Kent verso la fine del VI secolo, quando la cristiana Berta sposò il pagano Æthelberht del Kent, che forse morì alla fine degli anni 590.

## Origini e similitudini con altre monete
La moneta con cui è stata creata la medaglietta è stata quasi certamente coniata in Inghilterra, probabilmente a Canterbury. Evans ritenne che fosse stato un membro della casa di Liudhard, ma Grierson era meno sicuro che fosse stata prodotta da un franco. Entrambi, tuttavia, conclusero che non sia realmente pensata per essere usata come moneta, ma piuttosto sia stata battuta per usarla come medaglione che mostrasse la conversione al cristianesimo. La storica Margaret Deanesly sostenne che la moneta fossa stata fatta a Canterbury, da un artigiano di origine juta. Viste le date del regno di Etelberto del Kent, sembra probabile che la moneta sia stata battuta tra il 578 e il 589. L'occhiello per la sospensione è caratteristico dei bratteati, delle quasi-monete germaniche pagane, in apparenza fatte come amuleti o gioielli e che spesso recano l'immagine di in re. Tuttavia i bratteati hanno l'immagine solo su un solo lato.
Il dritto è simile alle monete della Francia merovingia, specialmente della parte meridionale che mostra l'influenza della Spagna dei Visigoti. Il rovescio invece non ha precedenti noti nella monetazione merovingia o in quella visigota. Anche se dalla fine del VI secolo i re merovingi e visigoti ponevano i loro nomi sulle loro monete, non esistono monete sopravvissute di uno dei due regni con il nome di un vescovo. Il tipo del rovescio è derivato dalle monete bizantine e la croce stessa è grande e assomiglia da vicino a una croce da altare.
La croce patriarcale|, o croce con due barre, era divenuta, al tempo della coniazione della medaglia, un simbolo comune per indicare la Vera croce. Lo storico Martin Werner esprime l'opinione che la forma della croce al rovescio, con i pendenti, è fatta in modo da assomigliare a una crux gemmata, posta tra il IV e il V secolo là dove si credeva fosse il sito del Calvario dentro la basilica del Santo Sepolcro a Gerusalemme. Werner afferma anche che la base della croce del rovescio è porsta a simbolizzare la collina del Golgota. Il circolo che incrocia sopra la croce al rovescio sarebbe una prima forma di croce che in seguito appare in collegamento con la etimasia o motivo del "trono vuoto", presente nell'arte bizantina.
La medalet di Liudhard è la prima opera d'arte del nord Europea a mostrare una croce patriarcale ed è anche il primo oggetto sicuramente databile a usare il circolo che incrocia una croce.

### Ulteriori letture
- Webster, L. and Backhouse, J., The Making of England: Anglo-Saxon Art and Culture AD 600–900, London, British Museum, 1991,  pp. 23-24.